# Żołnierkowicze
Żołnierkowicze, Żołnierkiewicze (biał. Жаўнеркавічы, Żaunierkawiczy; ros. Жолнерковичи, Żołnierkowiczi) – wieś na Białorusi, w obwodzie mińskim, w rejonie stołpeckim, w sielsowiecie Szaszki, nad Jaczonką.

## Historia
W XIX i w początkach XX w. wieś i zaścianek położone w Rosji, w guberni mińskiej, w powiecie mińskim, w gminie Zasule.
W dwudziestoleciu międzywojennym zaścianek leżący w Polsce, w województwie nowogródzkim, w powiecie stołpeckim, do 1 kwietnia 1927 w gminie Zasule, następnie w gminie Stołpce. W 1921 miejscowość liczyła 154 mieszkańców, zamieszkałych w 27 budynkach, w tym 153 Polaków i 1 Białorusina. 151 mieszkańców było wyznania rzymskokatolickiego i 3 prawosławnego.
Po II wojnie światowej w granicach Związku Sowieckiego. Od 1991 w niepodległej Białorusi.